# Czesław Kępski
Czesław Kępski (ur. 15 maja 1939 w Skrzyńcu, zm. 10 lutego 2022) – polski pedagog, doktor habilitowany nauk humanistycznych, profesor nadzwyczajny Katolickiego Uniwersytetu Lubelskiego.

## Życiorys
Po otrzymaniu matury w 1956 rozpoczął studia pedagogiczne na Uniwersytecie Marii Curie-Skłodowskiej w Lublinie, gdzie w 1961 uzyskał magisterium, a w 1981 stopień doktora za dysertację pt. Opieka nad sierotami w Polsce w latach 1918-1939. Habilitował się w 1994 na podstawie rozprawy pt. Towarzystwa dobroczynności w Królestwie Polskim (1815-1914). Na KUL objął stanowisko profesora w Katedrze Pedagogiki Ogólnej oraz kierownika Katedry Pedagogiki Opiekuńczej (2005-2011). Jego zainteresowania badawcze  skupiały się na takich zagadnieniach jak: opieka nad dzieckiem w Polsce w przeszłości i obecnie, polski system oświatowy oraz ewolucja opieki nad dzieckiem po 1989 roku.